# کلاصفا
کلاصفا، روستایی است از توابع بخش مرکزی شهرستان آمل در استان مازندران ایران.
روستایی خوش آب وهوابامردمانی باصفا

## جمعیت
این روستا در دهستان هرازپی جنوبی قرار دارد و براساس سرشماری مرکز آمار ایران در سال ۱۳۸۵، جمعیت آن ۸۱۱ نفر (۲۱۴خانوار) بوده‌است.طبق سرشماری جدید۱۴۰۰جمعت روستابیش از۱۲۰۰نفرمیباشد